# Review of Economic Dynamics
Review of Economic Dynamics (RED) — специализированный экономический журнал. Издание является официальным органом Общества экономической динамики, и занимает 32-е место среди крупнейших международных экономических изданий.
Журнал основан в 1998 году. Главный редакторам журнала в настоящий момент является Маттиас Доэпке.
В журнале публикуются работы, посвященные теоретическим и прикладным аспектам экономической динамики.
Периодичность выхода журнала: 4 номера в год. Ежегодно один-два номера журнала являются тематическими.